# Ana Derșidan-Ene-Pascu
Ana Derșidan-Ene-Pascu, született Ana Ene (Bukarest, 1944. szeptember 22. – 2022. április 6.) világbajnok és olimpiai bronzérmes román tőrvívó, sportvezető.

## Pályafutása
A Steaua București versenyzője volt. 1963-ban ifjúsági világbajnokságot nyert. 1960 és 1976 között öt olimpián vett részt. Az 1968-as mexikóvárosi olimpián és az 1972-es müncheni játékokon bronzérmet szerzett csapatversenyben. A világbajnokságokon egy-egy arany-, ezüst- és öt bronzérmet nyert, mindegyiket csapatversenyben, kivéve 1971-ben a bécsi világbajnokságon egyéniben lett harmadik helyezett.
1982 és 2013 között a Román Vívószövetség elnöke volt. 1984 és 1996 a Nemzetközi Vívószövetség (FIE) Szabálybizottságának, 1996 és 2004 között pedig a Játékvezetői Bizottság tagja volt. 2000-től a FIE végrehajtó bizottságának tagja, 2004 és 2021 között pedig alelnöke volt. 1998-ban pályázott a Román Olimpiai Bizottság elnöki posztjára, de alulmaradt Ion Țiriackal szemben.

## Sikerei, díjai
- Olimpiai játékok – tőr, csapat
  - bronzérmes (2): 1968, Mexikóváros, 1972, München
- Világbajnokság – tőr, csapat
  - aranyérmes: 1969
  - ezüstérmes: 1970
  - bronzérmes (5): 1967, 1971 (egyéni), 1973, 1974, 1975
- Ifjúsági világbajnokság – tőr, egyéni
  - aranyérmes: 1963